# Mascarenhasia lisianthiflora
Mascarenhasia lisianthiflora är en oleanderväxtart som beskrevs av A. Dc.. Mascarenhasia lisianthiflora ingår i släktet Mascarenhasia och familjen oleanderväxter. Inga underarter finns listade i Catalogue of Life.